# Tempura

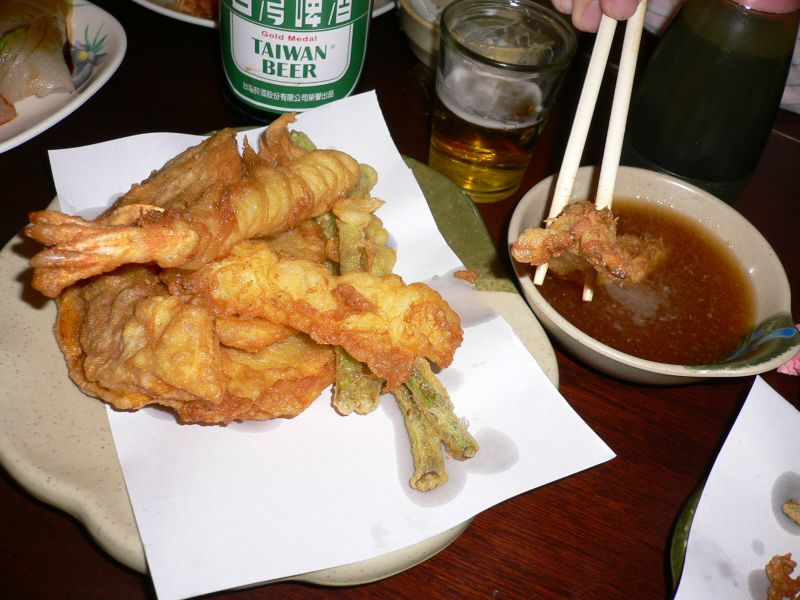
Tempura servírovaná s omáčkou tencuju

Tempura nebo tenpura (japonsky 天ぷら, 天麩羅) je japonský pokrm, tvořený kousky ryb, zeleniny nebo ovoce smaženými v těstíčku. Recept pochází z portugalského regionu Alentejo, kde se nazývá peixinhos da horta, a do Japonska ho přinesli v 16. století jezuitští misionáři. Název pochází z latinského výrazu quatuor temporum (suché dny), protože toto jídlo neporušuje pravidla křesťanského půstu.
Těstíčko na tempuru se připravuje ze zvláštního prášku tempurako (směs na bázi škrobu, pšeničné a rýžové mouky), který se jídelními hůlkami promíchá se studenou vodou nebo minerálkou na stejnorodou řídkou kaši, do níž se někdy přidává také vaječný žloutek. Do této hmoty se namáčejí krevety, ryby (ježdíkovec, sumec amurský, úhořovec hvězdnatý, platýs velký, aju východní, treska tmavá, psohlav obecný, ostroun obecný), houba houževnatec jedlý, kořen lotosu, lusky ibiškovce, bambusové výhonky, dýně, lilky, mrkev, batáty nebo kapie. Kousky obalené těstíčkem se dají do cedníku amijakuši, ponoří do rozpáleného oleje (ideálně sezamového), rychle osmaží a podávají horké.
Tradiční přílohou k tempuře je ředkev setá bílá, která neutralizuje mastnotu. Strávníci si jednotlivé kousky obvykle dochucují omáčkou tencuju z rybího vývaru, mirinu a sójové omáčky, případně sypou mořskou solí a maččou. Tempura se podává rovněž s rýží (tendon) nebo nudlemi (tensoba), případně jako součást závitků suši nebo polévky udon. Bývá také obvyklou náplní obědových krabiček bentó.